# Klammbach (Weißach)
Der Klammbach ist ein Fließgewässer im oberbayerischen Landkreis Miesbach, der westlich von Wildbad Kreuth von rechts und Süden in den Tegernsee-Zufluss Weißach mündet. In den Gräben wird Canyoning betrieben.

## Geographie

### Verlauf
Der Klammbach entsteht an den Nordhängen der Blaubergkette zwischen Schildenstein und Platteneck. Nach weitgehend nordwärtigem Verlauf, zunächst an der Königsalm vorbei, tritt der Klammbach in eine Klamm ein. Diese verlassend, mündet er nach kurzem weiterem Verlauf von rechts in die Weißach.

### Zuflüsse
- Hochgraben, von links und Südwesten auf 881 m ü. NHN[1], ca. 0,6 km und ca. 0,2 km². Entsteht am Nordosthang des Klammbergs.